# Теорема Ріса про інтегральне представлення
У математиці теорема про інтегральне представлення Ріса (також теорема Ріса — Маркова — Какутані) пов'язує лінійний функціонал на просторах неперервних функцій на локально компактному гаусдорфовому просторі з мірами в теорії міри. Теорема названа на честь угорського математика Фридьєша Ріса, який довів версію теореми для неперервних функцій на одиничному інтервалі. Надалі було доведено багато пов’язаних варіантів теореми, у яких лінійні функціонали можуть бути комплексними, дійсними або додатними, простір, у якому вони визначені, може бути одиничним інтервалом, компактним простором або локально компактним простором, неперервні функції можуть бути із простору функцій, що рівні нулю на нескінченності або простору функцій із компактним носієм.

## Теорема представлення для додатних лінійних функціоналів наCc(X)
Один із найпоширеніших і досить загальних варіантів теореми представляє додатні лінійні функціонали на Cc(X) — просторі неперервних комплексних функцій із компактним носієм на локально компактному гаусдорфовому просторі X. 
Невід’ємна зліченно адитивна борелівська міра μ на локально компактному гаусдорфовому просторі X називається мірою Радона якщо і тільки якщо
- μ(K) < ∞ для кожної компактної множини K;
- Для кожної борелівської множини E,

{\displaystyle \mu (E)=\inf\{\mu (U):E\subseteq U,} де всі множини {\displaystyle U} є відкритими
- Якщо E є відкритою множиною або борелівською множиною для якої μ(E) < ∞ то

{\displaystyle \mu (E)=\sup\{\mu (K):K\subseteq E,} де всі множини {\displaystyle K} є компактними.

### Твердження теореми
Нехай X є локально компактним гаусдорфовим простором. Для будь-якого додатного лінійного функціоналу {\displaystyle \psi } на Cc(X) (тобто функціоналу для якого {\displaystyle \psi (f)\geqslant 0} для всіх функцій {\displaystyle f\geqslant 0}) існує єдина Міра Радона μ на X така, що
{\displaystyle \forall f\in C_{c}(X):\qquad \psi (f)=\int _{X}f(x)\,d\mu (x).}

#### Зауваження
- Один підхід до теорії міри (який популяризували, зокрема, Ніколя Бурбакі) полягає в тому, щоб почати з міри Радона, яка визначається як додатний лінійний функціонал на Cc(X). У цьому випадку, зазвичай, передбачається, що X є топологічним простором, а не лише множиною. Для локально компактних просторів відновлюється теорія інтегрування.

- Без умов регулярності із означення міри Радона, міра Бореля не обов'язково повинна бути єдиною. Наприклад, нехай X є множиною порядкових чисел, що є не більшими за першому незліченному порядковому числу Ω, з топологією, породженою відкритими інтервалами. Лінійний функціонал, значення якого на неперервній функцію є рівним її значення в Ω, відповідає регулярній борелівській мірі яка концентрується у точці Ω. Однак він також відповідає (нерегулярній) борелівській мірі, значення якої є рівним 1 для будь-якої борелівської множини {\displaystyle B\subseteq [0,\Omega ]}, якщо існує замкнута та необмежена множина {\displaystyle C\subseteq [0,\Omega [} із {\displaystyle C\subseteq B} і рівним 0 для інших борелівських множин. Зокрема, синглтон {Ω} у цьому випадку має міру 0.

### Побудова міри
Для відкритої підмножини {\displaystyle U\subset X} можна визначити 
{\displaystyle \mu (U)=\sup _{f\in G(U)}\{\psi (f)\},}
де {\displaystyle G(U)} позначає підпростір функцій із {\displaystyle C_{c}(X)} для яких {\displaystyle 0\leqslant f(x)\leqslant 1} і (компактний) носій яких є підмножиною {\displaystyle U.}  Оскільки для двох відкритих множин {\displaystyle U\subset V} випливає, що {\displaystyle \mu (U)\leqslant \mu (V)} то для відкритої множини  {\displaystyle \mu (U)=\inf\{\mu (V)\ |\ V\supset U\},} де інфімум береться по відкритих множинах {\displaystyle V.}
Тоді для довільної підмножини {\displaystyle E\subset X} можна задати функцію множин як
{\displaystyle \mu (E)=\inf\{\mu (U)\ |\ U\supset E\},}
де інфімум береться по відкритих множинах {\displaystyle U.} Якщо обмежити цю функцією на борелівську сигма-алгебру то одержана функція множин буде мірою, яка і задовольнятиме всі умови теореми Ріса.

## Теорема представлення для неперервних функцій на одиничному інтервалі
У початковій формі Ріса (1909) теорема стверджує, що кожен неперервний лінійний функціонал A[f] над простором C([0, 1]) неперервних функцій у інтервалі [0,1] можна представити у вигляді
{\displaystyle A[f]=\int _{0}^{1}f(x)\,d\alpha (x),}
де α(x) є функцією обмеженої варіації на інтервалі [0, 1], а інтеграл є інтегралом Рімана — Стілтьєса. Кожній функції обмеженої варіації можна поставити у відповідність заряд значення якого на інтервалах виду (a, b) буде рівним α(b) - α(a).
Згідно теореми Жордана функція обмеженої варіації є рівною різниці двох неспадних функцій. Для кожної з них аналогічно можна поставити у відповідність міру Лебега — Стілтьєса. Таким чином одержується і розклад згаданого заряду на різницю двох мір Лебега — Стілтьєса (який теж називається розкладом Жордана). Для неперервних функцій на одиничному інтервалі інтеграл Рімана — Стілтьєса є рівним різниці інтегралів Лебега — Стілтьєса для двох відповідних мір (або інтегралу Лебега — Стілтьєса для заряду).
Навпаки для регулярного заряду на борелівських множинах на інтервалі (такий заряд є різницею двох регулярних мір) існує функція обмеженої варіації α(x) для якої, заряд на інтервалах виду (a, b) буде рівним α(b) - α(a). Відповідно наведена вище теорема є досить сильним узагальненням початкового твердження Ріса.

## Теорема представлення для простору спряженого доC0(X)
Теорема, яку також називають теоремою Ріса — Маркова, дає конкретну реалізацію спряженого простору до C0(X) — простору неперервних функцій на X, які зникають на нескінченності, тобто простору функцій f на локально компактному просторі для яких для кожного ε > 0 існує компактна підмножина K така, що f(x) < ε для всіх x, що не належать K.
Якщо μ є комплекснозначною зліченно-адитивною борелівською мірою, μ називається регулярною, якщо невід'ємна зліченно-адитивна міра |μ| є регулярною, як визначено вище.
Нехай X — локально компактний гаусдорфів простір. Для будь-якого неперервного лінійного функціоналу ψ на C0(X) існує єдина регулярна зліченно-адитивна комплексна борелівська міра μ на X така, що
{\displaystyle \forall f\in C_{0}(X):\qquad \psi (f)=\int _{X}f(x)\,d\mu (x).}
Нормою ψ як лінійного функціоналу є загальна варіація μ, тобто
{\displaystyle \|\psi \|=|\mu |(X).}
Функціонал ψ є додатним тоді і тільки тоді, коли міра μ є стандартною (невід’ємною) мірою.